# Alejandría de Oxiana

Ai-Janum está en el extremo oriental de Bactria.

Plano del yacimiento arqueológico.

Alejandría Oxiana o Alejandría del Oxo (en griego antiguo: Ἀλεξάνδρεια ἡ ἐπὶ τοῦ Ὄξου) fue una ciudad supuestamente fundada por Alejandro Magno a orillas del río Oxo (Amu Daria), en su confluencia con el río Kokcha, y en el umbral del subcontinente indio. Fue uno de los focos del helenismo en Oriente durante casi dos siglos hasta su aniquilación por invasores nómadas hacia 145 a. C., fecha en la que se ha estimado la muerte de Eucrátides I.
Es la actual ciudad de Ai Janum (literalmente “Dama Luna” en uzbeko), situada en el noreste de Afganistán en la provincia de Kunduz, cerca de la frontera de Tayikistán. La ciudad fue excavada por la organización francesa DAFA y científicos rusos entre los años 1964 y 1978. La excavación fue dirigida por Paul Bernard, quien suspendió los trabajos por la guerra de Afganistán (1978-1992). Durante la contienda el emplazamiento arqueológico fue parte del frente, lo que produjo daños, a los que se sumaron otros, de mucha mayor importancia, causados por los saqueos, que dejaron únicamente unos pocos restos del material original.

## Historia
Se estima que Alejandro Magno fundó la ciudad en su marcha hacia el Indo. Plinio el Viejo dice al respecto:

Más allá están los sogdianos y la población de Panda y, en los últimos confines de su territorio, Alejandría, fundada por Alejandro Magno.

La ciudad se fundó sobre un emplazamiento anterior de época aqueménida. Para reconstruir parte de esta a la manera griega, se usaron elementos arquitectónicos persas de piedra caliza. Ptolomeo la rebautizó como "Alejandría del Oxo", y es probable que más tarde se la conociera como "Eucratidia" durante el Reino grecobactriano. Fue destruida parcialmente después de  a. C. por las invasiones de los escitas y totalmente abandonada hacia 125 a. C. con la invasión de los yuezhi. Los griegos, bajo el mandato del rey Heliocles I, establecieron su reino en el valle de Kabul, abandonando Alejandría y Balh (Bactra), capital de la satrapía persa de Bactriana.

## Situación estratégica
La elección del lugar para la fundación obedeció a varios factores. La región, irrigada por el Oxo, tenía un gran potencial agrícola. Los recursos minerales eran abundantes en la zona del Hindu Kush, especialmente los rubíes de Badakshan, y el oro. Para terminar, su ubicación en la intersección de los territorios bactrianos y nómadas del norte, en última instancia, permitieron acceder al comercio con el Imperio chino.

## Una ciudad griega en Bactria
Numerosos artefactos y estructuras han sido hallados, que indican una elevada cultura helenística, combinada con influencias orientales. «Tiene todos las características de una ciudad helenística, con un teatro griego, gimnasio y algunas casas griegas con patios columnados» (Boardman). En general, Alejandría de Oxiana fue una importante ciudad griega, con una extensión de 1,5 km², urbe característica del Imperio seléucida y del Reino grecobactriano.
La ciudad fue destruida, en la época de la muerte de Eucrátides I, como se ha dicho arriba, y nunca se reconstruyó.
Ai Janum quizá haya sido la ciudad en la que Eucrátides fue asediado por Demetrio, antes de que consiguiera huir para conquistar la India (Marco Juniano Justino).

### Arquitectura

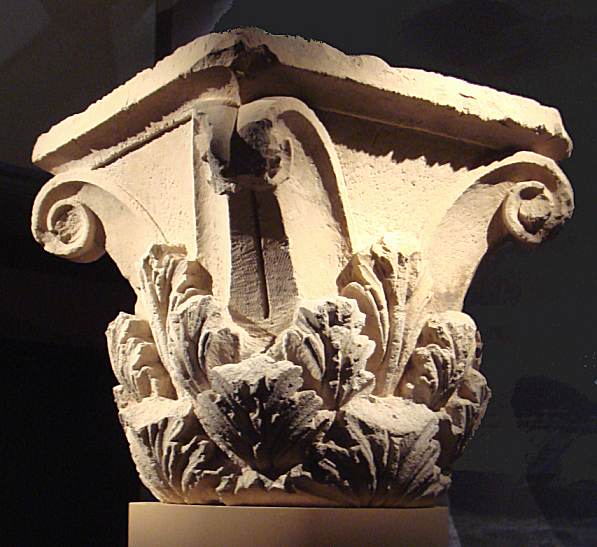
Capitel corintio encontrado en la ciudadela de Ai Janum por las tropas del comandante Masud.

Los arqueólogos desenterraron varias estructuras, siendo algunas de ellas perfectamente helenísticas, mientras que otras incorporaban elementos de la arquitectura persa:
- Murallas de 3,22 kilómetros de largo, circundando la ciudad.
- Una ciudadela con poderosas torres de 20x11 metros de base y 10 metros de altura, y murallas de 60 metros de alto en la cima de las colinas del centro de la ciudad.
- Un teatro clásico, de 84 metros de diámetro y 35 filas de asientos, que podía acoger alrededor de 4000-6000 personas, equipado con tres palcos para los gobernantes de la ciudad. Su tamaño era considerable si tenemos en cuenta los estándares clásicos, siendo más grande que el teatro de Babilonia, pero algo más pequeño que el teatro de Epidauro.
- Un enorme palacio de arquitectura grecobactriana, que recuerda a la arquitectura formal de los palacios persas.
- Un gimnasio de 100x100 m, uno de los más grandes de la Antigüedad. Se encontró una inscripción de una dedicatoria para Hermes y Heracles en una de sus columnas. Dicha dedicatoria fue inscrita por dos hombres, uno con un nombre macedonio (Tribalo) y otro de nombre griego (Estrato, hijo de Estrato).
- Varios templos, tanto dentro como fuera de la ciudad. El templo más grande de la ciudad contenía supuestamente una estatua monumental de Zeus sentado, pero se construyó según el modelo zoroástrico, con varios muros y habitaciones cerradas en vez de las habitaciones abiertas y rodeadas por columnas (peristilo) de los templos griegos.
- Un mosaico en el que se representa la estrella argéada, hojas de acanto y varios animales (cangrejos, delfines, etc.)
- Varios restos de columnas corintias.

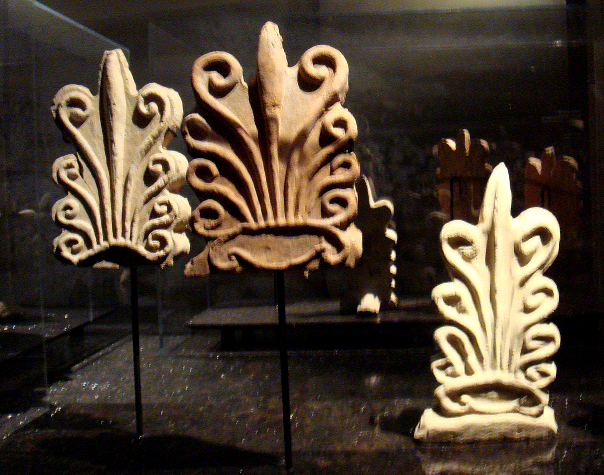
Adornos arquitectónicos (Ai Janum).
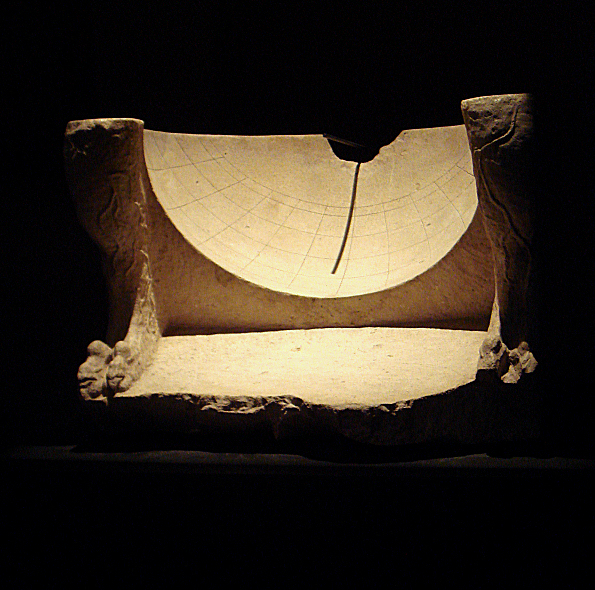
Reloj de sol entre dos patas de león esculpidas.

#### Viviendas
Las viviendas eran de adobe y, en ocasiones, los cimientos eran de ladrillos para protegerse del frío. No tenían acceso directo desde el exterior. Las habitaciones estaban reagrupadas y protegidas por paredes muy gruesas, unidas por corredores acodados, y carecían de patios centrales.

#### El palacio
El palacio fue erigido entre el Oxo y el ágora. En la zona central del palacio se construyó un gran patio con peristilo, cuyas dimensiones eran 10,8 x 136,77 m. Tenía 116 columnas de piedra caliza.
En lado suroccidental, un gran atrio hipóstilo de tipo aqueménida, con tres filas de seis columnas, daba acceso a un patio rectangular más pequeño a cielo abierto, de 26,02 x 16,50 m, y cuyas paredes de adobe estaban decoradas con semicolumnas de madera de estilo dórico.

### Restos escultóricos

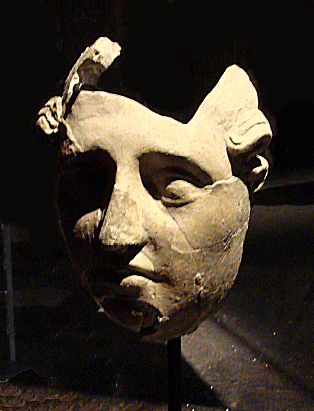
Busto hecho con estuco. Ai Janum, siglo II a. C.

También se encontraron varios fragmentos escultóricos, realizados de una forma bastante convencional y con un estilo clásico, que demuestran que las innovaciones helenísticas, bastante desarrolladas en el mundo mediterráneo, no habían calado tanto en la ciudad.
Merece una atención especial un enorme pie de piedra de estilo helenístico. Se estima que dicho pie perteneció a una estatua de 5 o 6 metros de alto, que además tendría que haber representado a una figura sentada para que igualara la altura de las columnas que soportaban el peso del templo. Ya que la sandalia que viste el pie lleva una representación simbólica de Zeus sujetando un rayo, se cree que la estatua fue una versión más reducida de la estatua de Zeus en Olimpia.
Entre los restos escultóricos se encontraban también:
- Una estatua de una mujer con un quitón bastante arcaico.
- El rostro de un hombre, esculpido en estuco.
- Una estatua no acabada de un joven desnudo con una guirnalda.
- Una gárgola que representaba a un prostituto.
- Un friso de un hombre desnudo, posiblemente el dios Hermes, vistiendo una clámide.
- Una escultura hermaica de un hombre viejo, probablemente el director del gimnasio donde fue hallada. Llevaba un palo largo en su mano izquierda, símbolo de sus funciones.

Debido a la falta de piedras apropiadas para realizar trabajos escultóricos en el área de Ai Janum, se usaba arcilla no cocida y estuco moldeado sobre un marco de madera, una técnica que pudo extenderse al centro y este de Asia, especialmente al arte budista. En algunos casos, tan solo las manos y los pies se hacían de mármol.

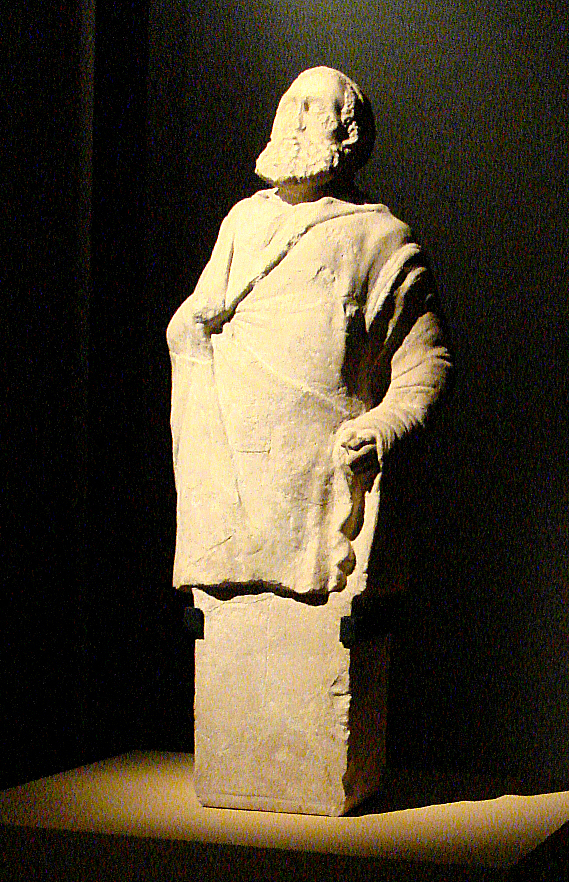
Escultura de un hombre viejo (siglo II a. C.)
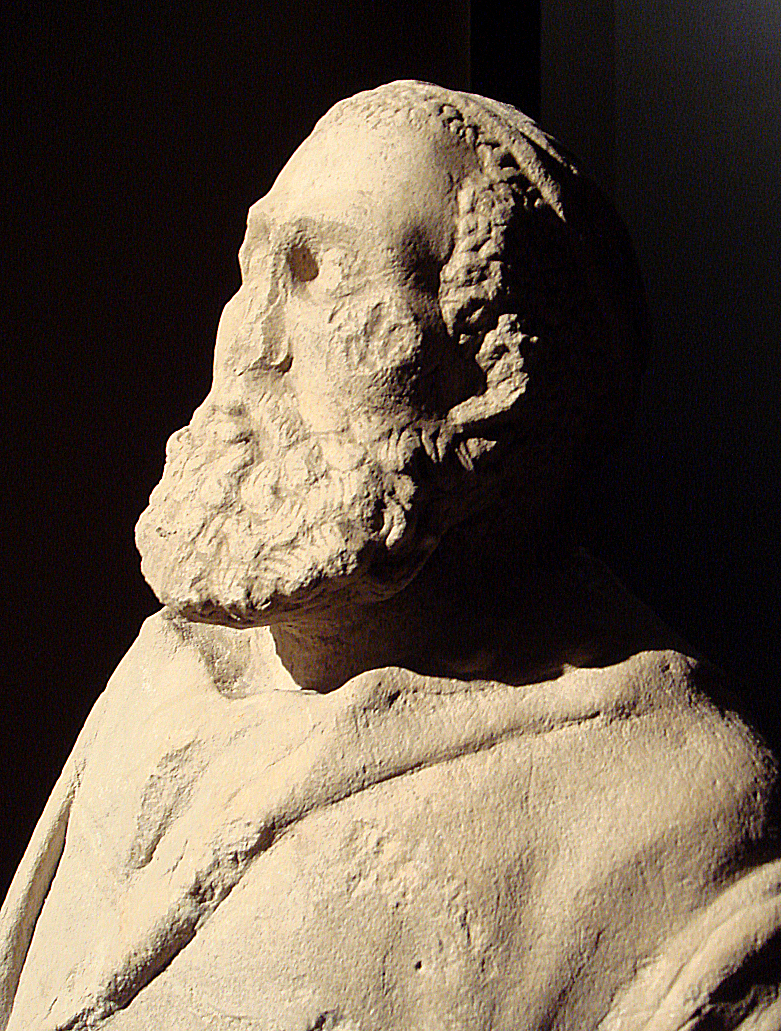
Busto del mismo hombre.
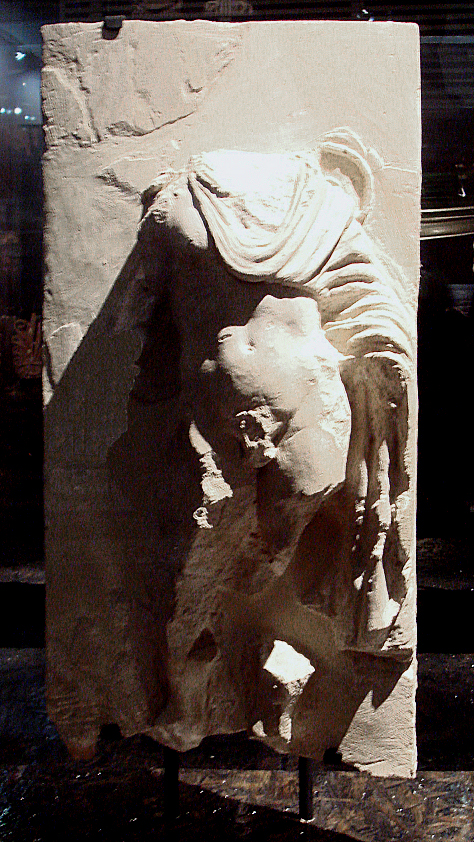
Friso de un hombre desnudo vistiendo una clámide (siglo II a. C.)
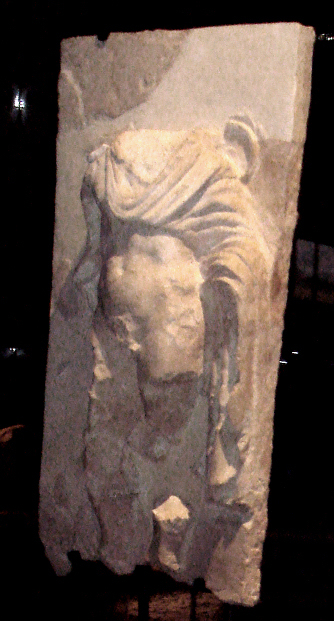
El mismo friso, visto de perfil.
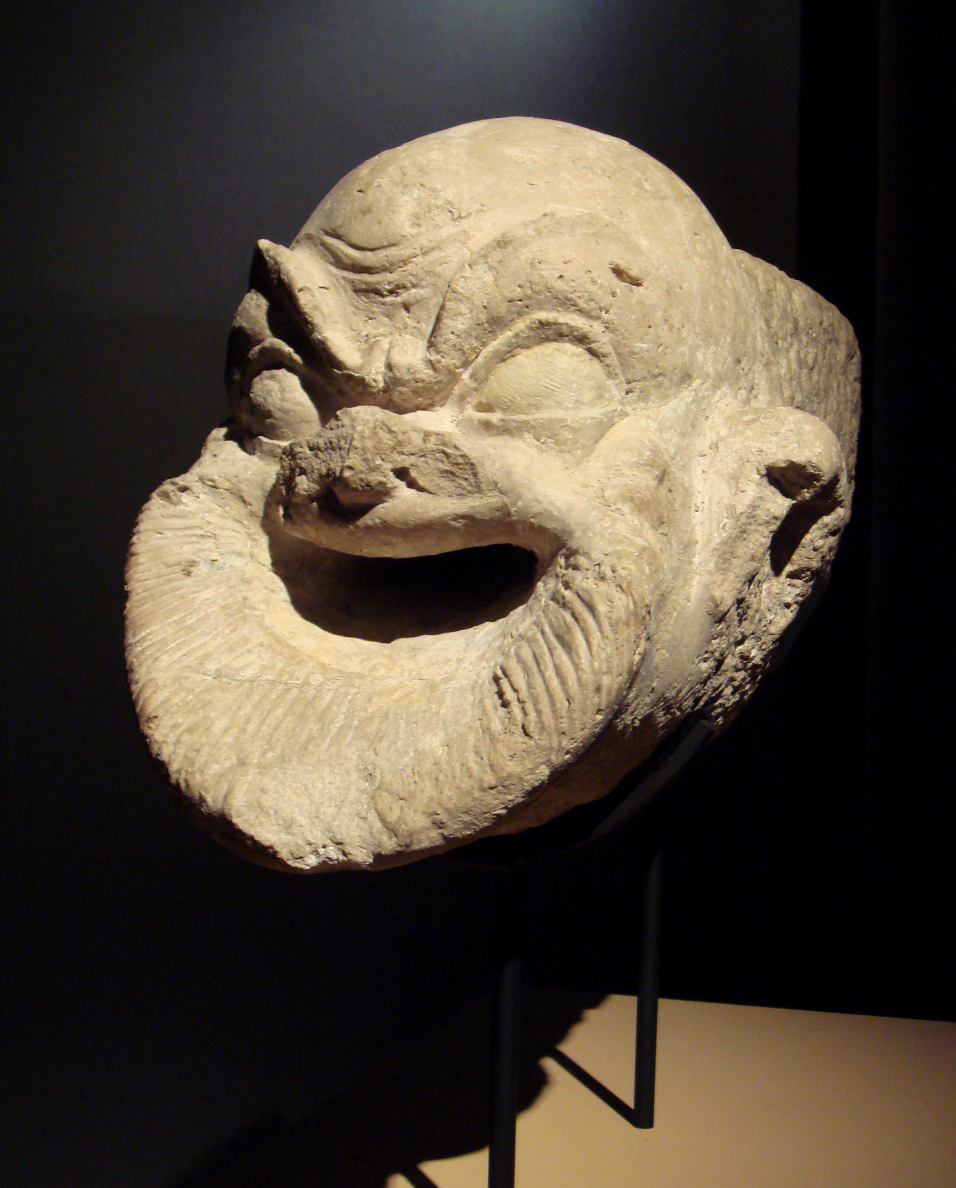
Gárgola helenística (siglo II  a. C.)

### Restos epigráficos
Se han encontrado varias inscripciones en Ai Janum, con un griego clásico y no barbarizado.
- En un Herôon (monumento funerario), próximo al propileo del palacio, e identificado en griego como la tumba de Cineas (también descrito como el oikistés o fundador del asentamiento griego), y que data del 300 a. C.-250 a. C., se ha encontrado la base con una inscripción que describía los preceptos délficos:

"Païs ôn kosmios ginou (De niños, aprended buenas maneras)
hèbôn egkratès, (de jóvenes, aprended a controlar las pasiones)
mesos dikaios (en la edad madura, sed justos)
presbutès euboulos (en la vejez, dad buenos consejos)
teleutôn alupos. (y morid después, sin resentimientos)"
(Inscripción de Ai-Khamoun)
Los preceptos fueron inscritos por un hombre griego llamado Clearco, posiblemente Clearco de Solos, el discípulo de Aristóteles, quien las había copiado en Delfos:

(...) de dónde Clearco, habiéndolas copiado cuidadosamente, las colocó, brillando desde lejos, en el santuario de Cineas.

(Inscripción de Ai Janum)

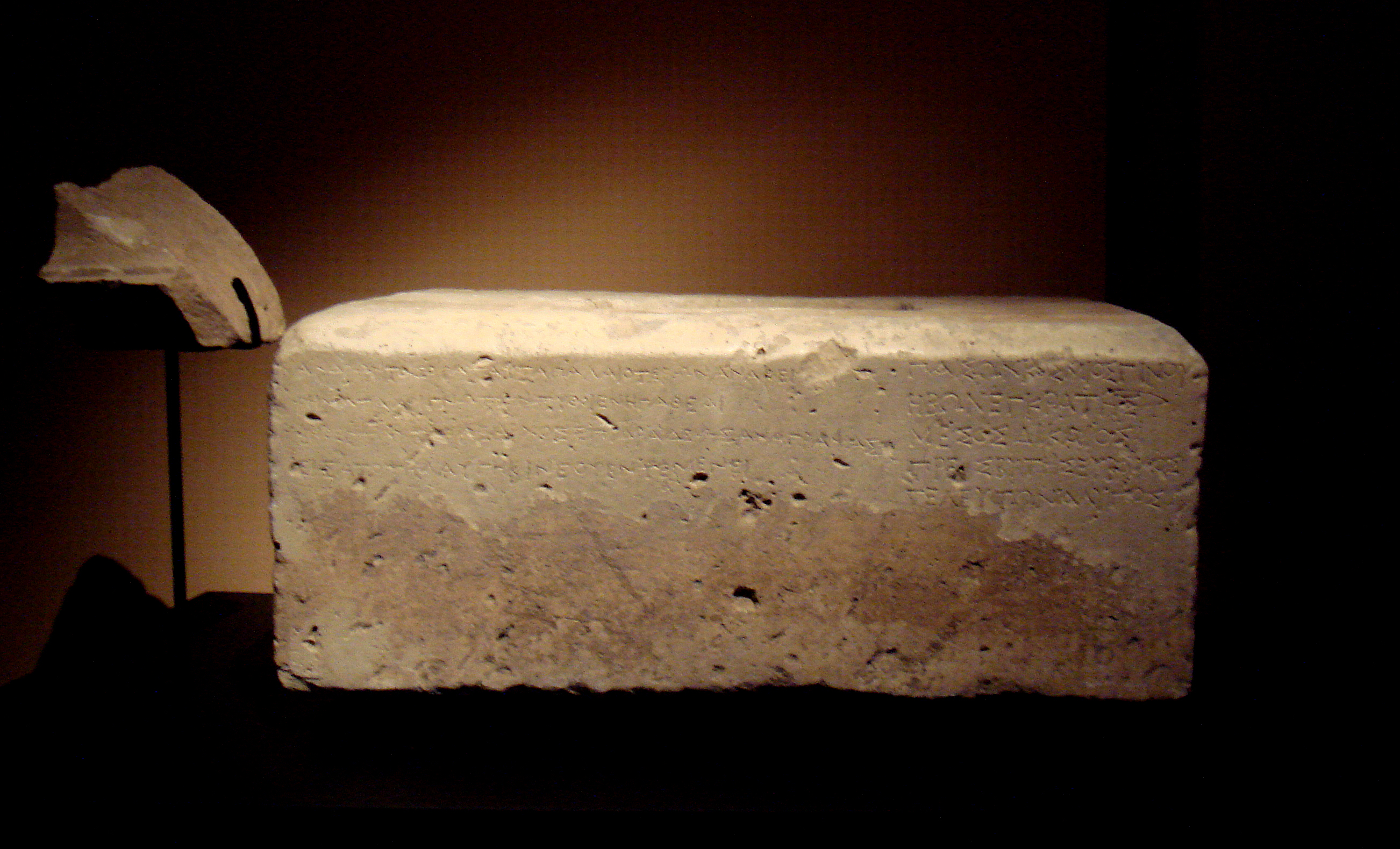
Bloque de piedra con las inscripciones de Cineas.

- Restos de manuscritos escritos en papiro que contenían diálogos filosóficos desconocidos acerca de la Teoría de las ideas. Se cree que son los únicos restos que han sobrevivido de un diálogo aristotélico, posiblemente el Sofista, donde Jenócrates, otro filósofo, presentó su teoría de las ideas.[4]
- Se encontraron también varias inscripciones griegas en la tesorería del palacio, indicando los contenidos de las vasijas (oro, aceite de oliva importado, etc.) y los nombres de los administradores que las guardaban. Por los nombres mencionados en dichas inscripciones, parece que los directores de la tesorería eran griegos, y que los administradores que tenían una menor responsabilidad procedían de la Bactria. Tres firmas tenían nombres griegos (Cosmo, Isidora, Nicerato), otra uno macedonio o tracio (Lisanias), y dos nombres bactrianos (Oxuboakes y Oxubazes).

Una de estas inscripciones relacionadas con la economía describe el inventario del depósito de jarras de aceite de oliva de la tesorería:
"En el año 24, en...;
(contenido) de aceite de oliva;
la (vasija) A parcialmente vacía (contiene) aceite de
dos jarras de Hipias
el hemiolio; y la selló:
Moloso (?) la jarra A, y Estrato (?) la jarra B (?)"
Se estima que la última de estas jarras data aproximadamente del año 147 a. C., lo que sugiere que Ai Janum fue destruida poco después de esa fecha.

### Artefactos

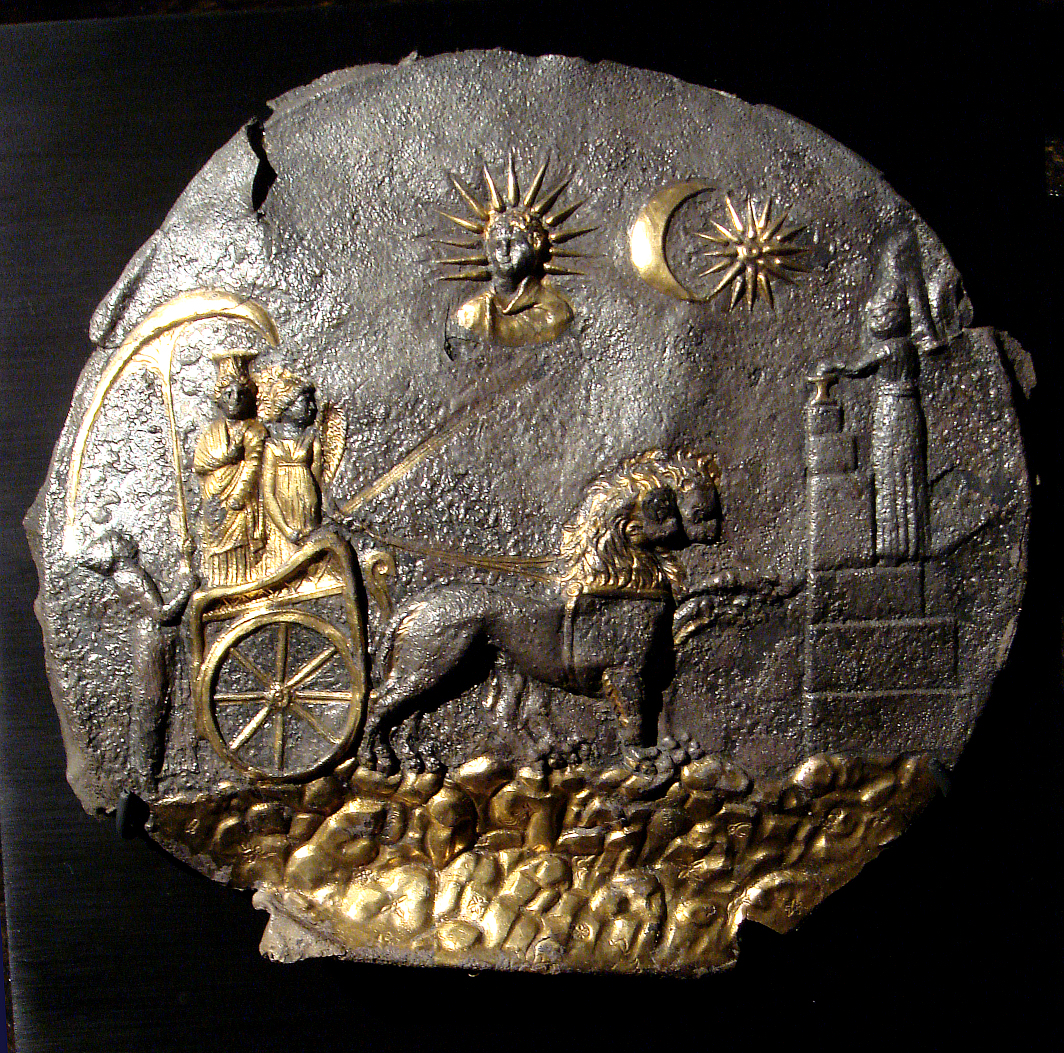
Plato que representa a Cibeles en un sacrifio votivo a Helios (Museo Guimet).

Se encontraron numerosas monedas grecobactrianas, del reinado de Eucrátides, pero ninguna de períodos posteriores. Ai Janum también ha proporcionado las únicas monedas grecobactrianas de Agatocles de Bactria, que consisten en dracmas indios de plata, con representaciones de deidades hindúes. En las monedas están las primeras representaciones conocidas de deidades rigvédicas, y muestran las primeras imágenes de Vishnú: Balarama-Samkarshana y Vasudeva-Krishna. Se piensa que éstas constituyen los primeros intentos grecobactrianos de crear un estándar indio para acuñar monedas, ya que iban a conquistar el norte de la India.   
Estos son otros de los descubrimientos:
- Un medallón con forma redonda en el que se representa a la diosa Cibeles en su carro, frente a un altar de fuego y bajo la imagen de Helios.
- Una estatuilla de bronce de Heracles, totalmente conservada.
- Varios brazaletes y pendientes de oro.
- Algunos objetos indios, encontrados en la tesorería de la ciudad, traídos probablemente de las campañas de Eucrátides.
- Un toallero que representa a Afrodita sentada.
- Un molde que representa a un hombre maduro con barba y diadema.

Numerosos objetos de la vida cotidiana tienen una clara influencia helenística: relojes de sol, tinteros, cubiertos...

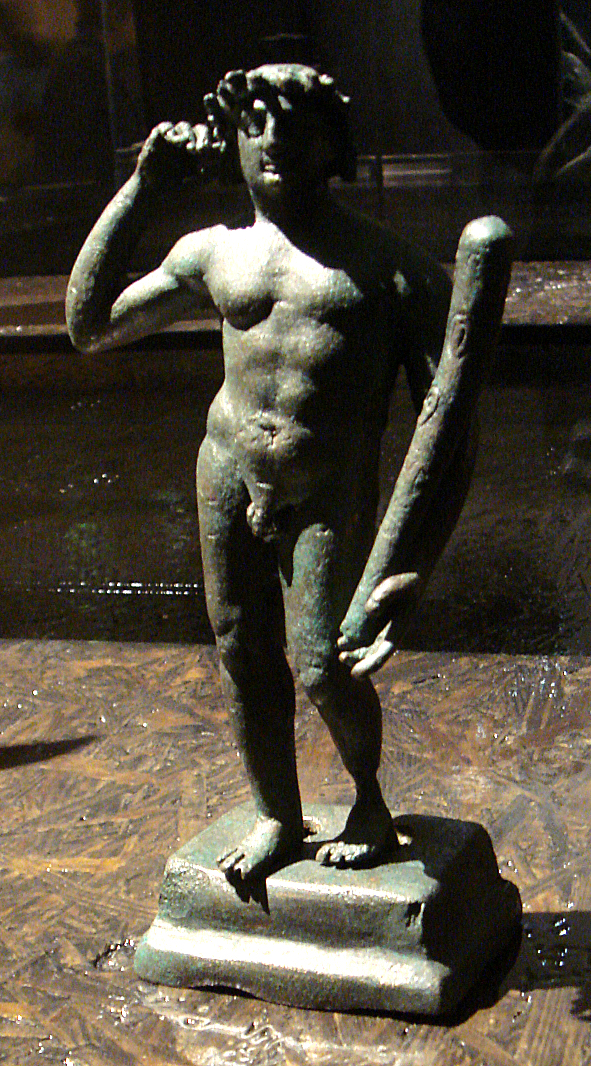
Estatuilla de bronce de Heracles (siglo II a. C.)
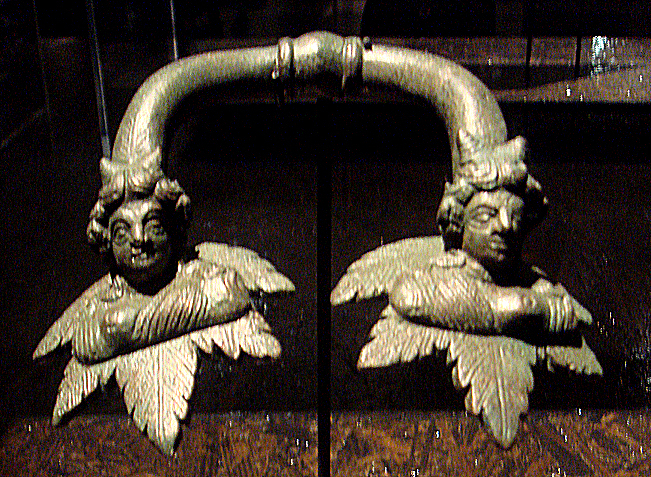
Brazalete con pechos femeninos en forma de cuerno (siglo II a. C.)
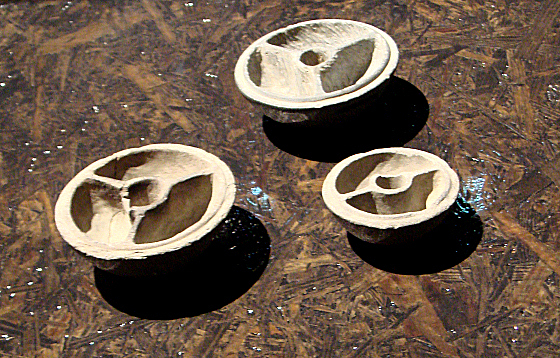
Tinteros de piedra (siglos III-II a. C.)

## Contactos con India

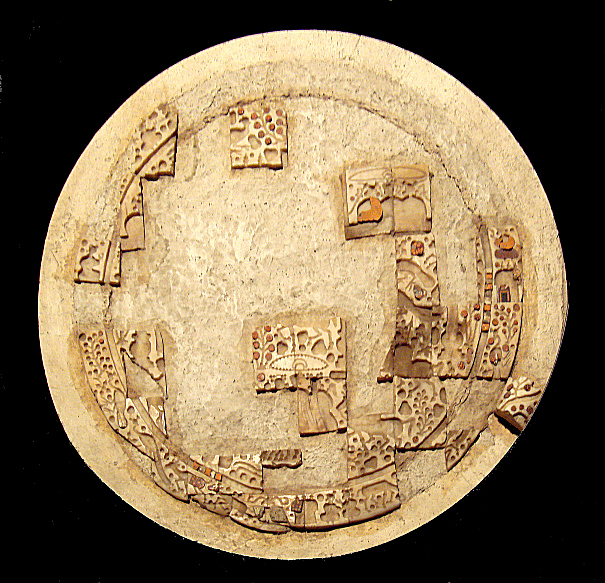
El plato indio que representa el mito de Kuntala.

Ya que la parte sur desde Afganistán hasta el Hindu Kush (el Paropámisos) parece que fue ocupada por el Imperio maurya entre el 305 a. C. hasta la reconquista por Demetrio en el 180 a. C., Ai Janum fue en efecto una ciudad-frontera por varios siglos, y se localizaba justo a unos pocos kilómetros de los dominios indios.
Se encontraron varios objetos indios entre los restos arqueológicos de Ai Janum, especialmente un plato hecho de conchas incrustadas con varios materiales y colores, que narraba supuestamente el mito indio de Kuntala.

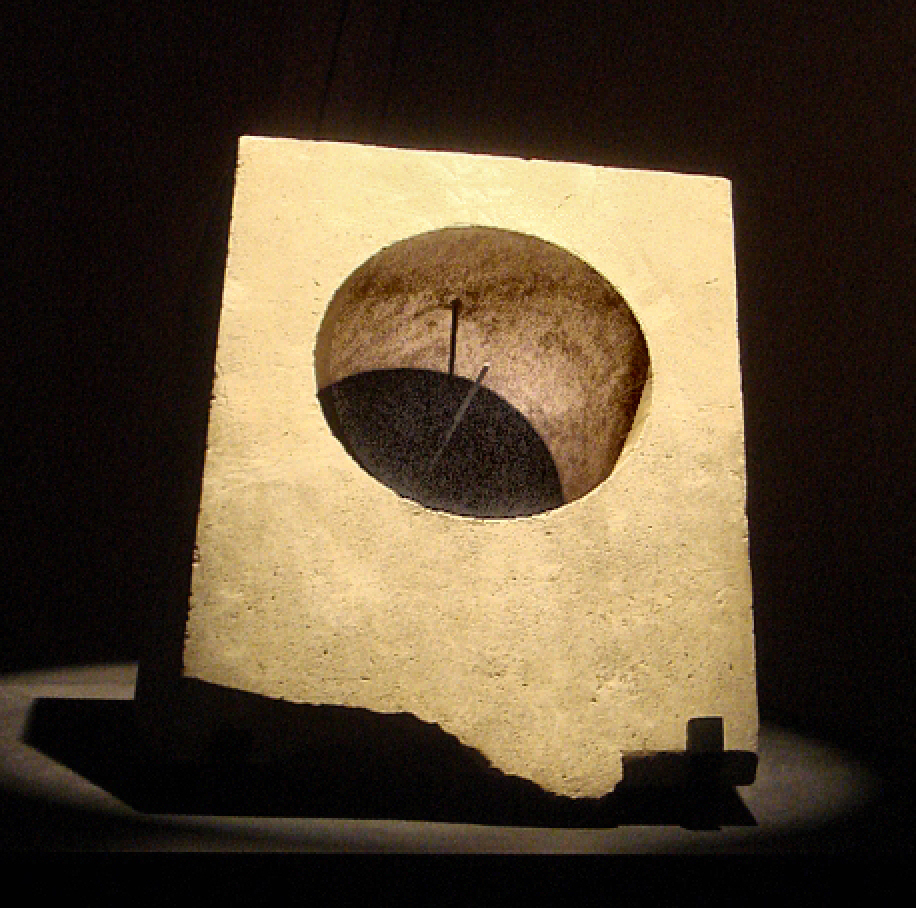
El reloj de sol ajustado a la latitud de Ujjain.

Se encontraron también monedas griegas, que contenían la primera representación conocida de las deidades rigvédicas indias: las imágenes de Vishnú, Balarama-Sankarshana y Vasudeva-Krishna.
Los numerosos relojes de sol, incluyendo un reloj solar ajustado según la latitud de Ujjain y encontrado en las excavaciones, también sugieren que la ciudad recibió influencias de la astronomía india, debido a las numerosas interacciones con el Imperio Maurya, y más tarde, a la expansión de los indo-griegos hacia la India.

## Numismática

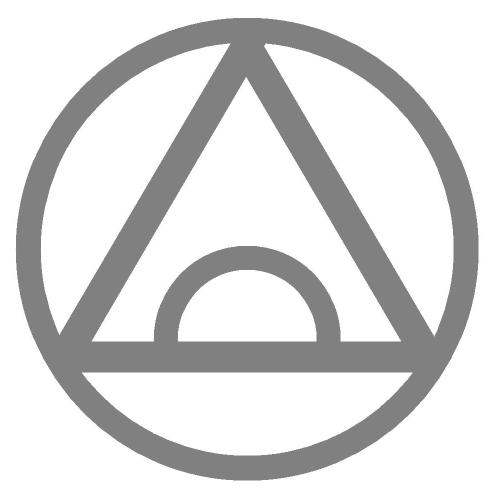
El símbolo encontrado en un ladrillo.

Ai Janum tuvo aparentemente un símbolo de la ciudad (un triángulo dentro de un círculo, con varias representaciones), que se encontró impreso en un ladrillo de uno de los edificios más antiguos de la ciudad.
El mismo símbolo se usaba en varias monedas del este del Imperio seléucida, lo que sugiere que todas ellas se acuñaron probablemente en Ai Janum. Varias monedas que anteriormente eran consideradas seléucidas pasaron a ser clasificadas como provenientes de Ai Janum, y de esto se concluye que la fábrica de monedas de esta ciudad acuñaba más piezas que la de Bactra.
Las primeras monedas encontradas en Ai Janum tienen la figura de Seleuco, y las últimas la de Eucrátides, lo que sugiere que la ciudad fue conquistada tras este reinado.

## Invasiones nómadas
Los invasores nómadas indoeuropeos del norte (los escitas y luego los yuezhi) cruzaron el Oxo y sometieron Bactria alrededor de 135 a. C. Parece que la ciudad quedó totalmente abandonada entre los años 130 y 120 a. C. tras la invasión de los yuezhi. Hay pruebas de que los principales edificios de la ciudad se incendiaron. El último rey grecobactriano, Heliocles I, trasladó su capital desde Balh alrededor de 125 a. C. para trasladarse al valle de Kabul. No se encontraron jamás monedas de Heliocles en Ai-Khamoun, lo que sugiere que la ciudad fue destruida bajo el reinado de Eucrátides. Los griegos seguirían controlando varias partes de la India del norte bajo el reinado indogriego hasta aproximadamente el año 1 a. C., cuando los yuezhi expandieron sus territorios aún más al norte, formando el Imperio kushān.
Al igual que ocurre con otros emplazamientos arqueológicos como Bagram o Hadda, el de Ai Janum ha sido saqueado desde la larga guerra de Afganistán hasta la actualidad.

## Relevancia del descubrimiento de la ciudad
Los objetos encontrados son de suma importancia, ya que hasta estas excavaciones no se habían descubierto restos de las civilizaciones grecobactriana e indogriega en el Este, por lo que algunos hablan de la ciudad como un «espejismo de la Bactria».
Estos descubrimientos nos dan una nueva perspectiva de la influencia que tuvo la cultura griega en el Este, y reafirma la influencia de los griegos en el desarrollo del arte grecobudista.